# شاهين (دفاع جوي)
شاهين هو نظام دفاع جوي فرنسي الصنع. مولته المملكة العربية السعودية، ويستند على نظام الكروتال، ولكنه يتميز عن الكروتال في عدة أمور، أهمها أن الجهاز بالكامل محمول على هيكل دبابة أي أم أكس-30، وتحمل كل وحدة إطلاق ستة حاويات بدلًا من أربعة في الكروتال، ويبلغ مدى الصاروخ من نصف كم إلى 10 كم. دخل نظام الشاهين إلى الخدمة في عام 1982. وتتكون صواريخ الشاهين من وحدتين: الأولى وحدات الاكتشاف والتي تقوم على اكتشاف الأهداف وإرسال الملومات إلى وحدة الرماية، ووحدات الرماية التي تتلقى المعلومات من وحدات الاكتشاف وتقوم بتدميرها أو منعها من تحقيق أهدافها. شارك نظام شاهين في حرب الخليج الثانية.

## مواصفات
مولت المملكة العربية السعودية نظام شاهين في عقد السبعينات وتحديدًا عام 1977، من أجل صنع نظام دفاع جوي متنقل قادر حماية الألوية والقوافل العسكرية والمناطق الحيوية السعودية. ويختلف نظام شاهين عن نظام الكروتال في أمور هامة ومنها تم وضع نظام الكروتال على هيكل دبابة أي أم أكس-30 بدلا من المركبة الغير مصفحة، وزيادة عدد الحاويات من أربعة حاويات إلى ستة حاويات من أجل حماية القوات العسكرية السعودية في ساحة المعركة وفي الخطوط الأمامية في الحروب. ونظام شاهين مجهز بكاميرا كشف حرارية يصل مدى كشفها إلى 20 كلم وبكاميرا نهارية يصل مداها إلى 15 كلم، كما أنها ُمجهزة بأنظمة استشعار كهربائية ضوئية. ومزود نظام شاهين بعربة الاكتشاف مزودة برادار مختلف من فئة ”دوبلر“، يحدد الأهداف المتحركة، وهوائي عريض يعطي حزمة موجية بعرض 5.1 درجة بالمقارنة مع كروتال 5.3 درجة، ومزود بنظام مقاومة تشويش الكتروني ونظام كشف وتحديد مصدر التشويش ونظام كشف للإنذار الكاذب وتحديد الهدف ونظام كشف العدو والصديق. وكان من المقرر أن يدخل نظام شاهين إلى الخدمة عام 1980 إلا انه لم يدخل إلى الخدمة إلا في عام 1982 وللشاهين طرازين الأول شاهين 1، والثانية شاهين 2.

## نظام ساموك
في عام 2013 قامت السعودية بإنشاء نظام "SAMOC" أو «ساموك» من إنتاج شركة إيرباص الألمانية وهو النظام المتكامل الرئيس في الدفاع الجوي والقوات الجوية الألمانية حالياً. دخل الخدمة في 2008 وهو يربط أنظمة الدفاع الجوي متوسط المدى ببعضها البعض، حيث قام النظام بربط الهوك والباترويوت مع الثنائي شاهين وكورتال وله قدرة على ربط عدة مراكز قياداة وسيطرة دفعة واحده وله القدرة أن يستخدم البنى التحتية المتطورة من الألياف الضوئية في حال المراكز الثابتة أو الاتصال من خلال TDL في حال التحرك.

## الخدمة
| الإسم            | القيادة                           | المقر     | ملاحظات |
| ---------------- | --------------------------------- | --------- | ------- |
| المجموعة الثانية | المنطقة الغربية العسكرية          | جدة       |         |
| المجموعة الثالثة | المنطقة الشمالية الغربية العسكرية | تبوك      |         |
| المجموعة الرابعة | المنطقة الجنوبية العسكرية         | خميس مشيط |         |
| المجموعة الخامسة | المنطقة الشرقية العسكرية          | الظهران   |         |